# Piaszczyce-Kolonia
Piaszczyce-Kolonia – część wsi Piaszczyce w Polsce, położona w województwie łódzkim, w powiecie radomszczańskim, w gminie Gomunice.
W latach 1975–1998 Piaszczyce-Kolonia należało administracyjnie do województwa piotrkowskiego.